# 廷卡·奥费赖因斯
廷卡·奥费赖因斯（荷蘭語：Tinka Offereins，1993年10月5日—），荷兰女子赛艇运动员，2022年世界赛艇锦标赛女子四人单桨无舵手和女子八人单桨有舵手银牌得主、2023年世界赛艇锦标赛女子四人单桨无舵手金牌得主、2024年夏季奥林匹克运动会女子四人单桨无舵手金牌得主。